# ديفيد كايل
ديفيد كايل (بالإنجليزية: David Kyle)‏ (14 فبراير 1919، مونتيسيلو في الولايات المتحدة - 18 سبتمبر 2016)؛ روائي أمريكي.